# Selles-Saint-Denis
Selles-Saint-Denis is een gemeente in het Franse departement Loir-et-Cher (regio Centre-Val de Loire). De plaats maakt deel uit van het arrondissement Romorantin-Lanthenay. Selles-Saint-Denis telde op 1 januari 2022 1.340 inwoners.

## Geografie
De oppervlakte van Selles-Saint-Denis bedroeg op 1 januari 2022 50,98 vierkante kilometer; de bevolkingsdichtheid was toen 26,3 inwoners per km².
De onderstaande kaart toont de ligging van Selles-Saint-Denis met de belangrijkste infrastructuur en aangrenzende gemeenten.

## Verkeer en vervoer
In de gemeente ligt spoorwegstation Selles-Saint-Denis.

## Demografie
Onderstaande figuur toont het verloop van het inwonertal (bron: INSEE-tellingen).